# Ficus iidaiana
Ficus iidaiana là một loài thực vật có hoa trong họ Moraceae. Loài này được Rehder & E.H.Wilson mô tả khoa học đầu tiên năm 1919.